# Pedro Luís Vicençote
Pedro Luís Vicençote, més conegut com a Pedrinho, (nascut a Santo André, São Paulo, 22 d'octubre de 1957) és un antic jugador de futbol brasiler que jugava com defensa.
Fou jugador de Palmeiras (1977–1981), Vasco da Gama (1981–1983 i 1986), Bangu (1987–1988) i Catania (1983–1985). Fou internacional amb el Brasil.